# Юган Лейнберґ

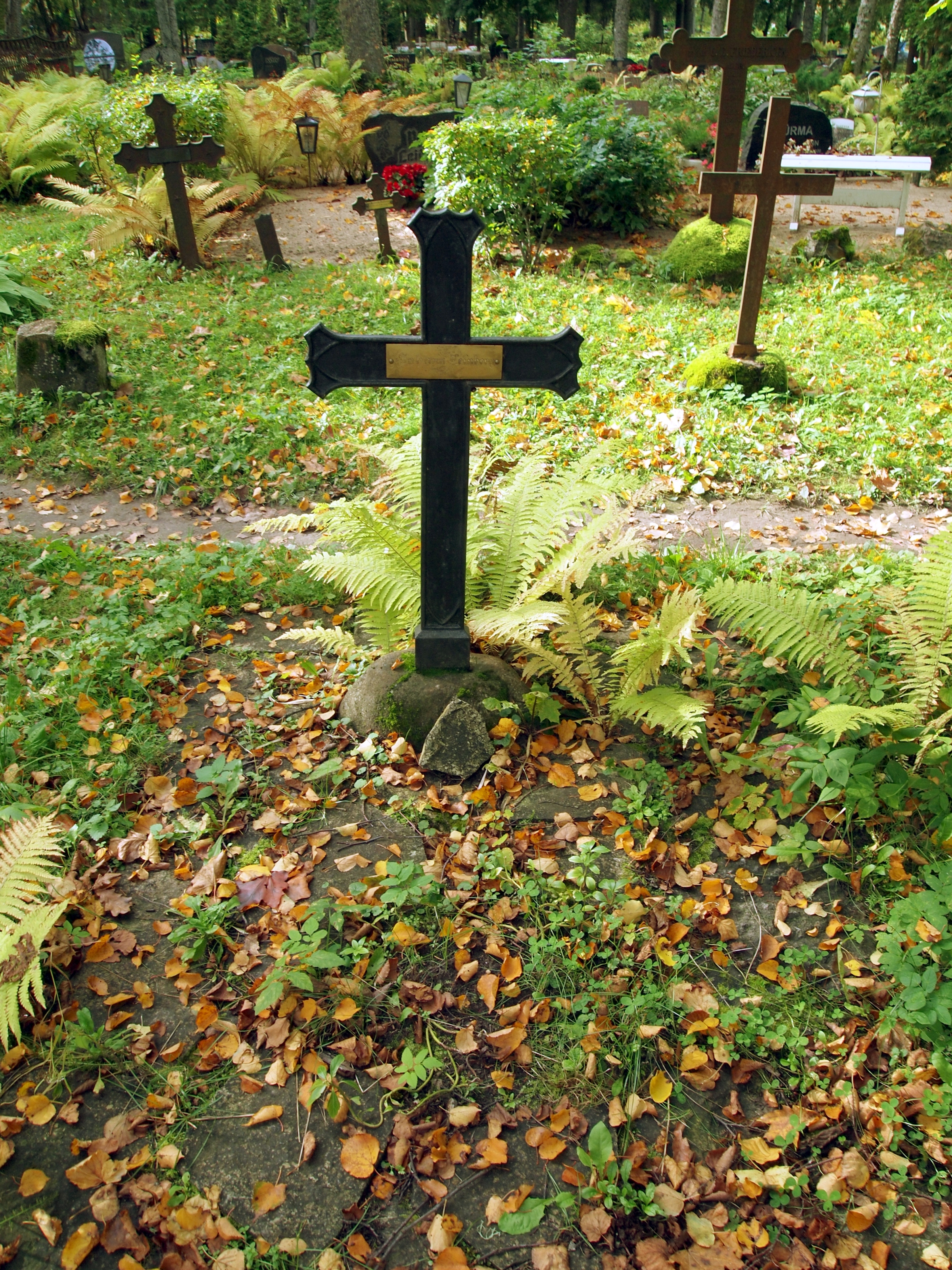
Могила Юхана Лейнберґа на кладовищі в Пайде

Юган Лейнберґ (ест. Juhan Leinberg), також відомий як пророк Мальцвет (ест. prohvet Maltsvet) (26 вересня (за старим стилем 14 вересня) 1812 Ліусвере — 28 серпня (16 серпня), 1885 Прууна) був естонським селянином, харизматичним релігійним діячем, засновником і лідером релігійного руху «Мальцветіанство». 

## Раннє життя
Юган Лейнберґ народився в релігійній родині на хуторі Кяні-Гансу (ест. Käni-Hansu), який належав до садиби Норра села Ліусвере (ест. Liusvere) у Ярвамаа (ест. Järvamaa). Його освіта обмежилась домашнім навчанням та сільською школою. Юнаком він переїхав до садиби Ейнмана у Ярва-Яані (ест. Järva-Jaani), де тримав хутор Мальцвет, через що за ним закріпилось прізвисько став Юган з Мальцвета. Будучи людиної ділової вдачі, він кілька разів змінюв професію — був мельником, корчмарем та перекупщиком коней. 
1848 року Юган Лейнберґ переїхав до Таллінна, де придбав два будинки на біля таверни Торупіллі (ест. Torupilli kõrts) уздовж Тартуського шосе (ест. Tartu maantee). Протягом наступних чотирьох років він був продавцем у борошневій коморі «Tiigiveski mölder».

## Релігійне покликання
1852 р. через гостру застуду Лейнберґ був прикутий до ліжка. Для зцілення Лейнберґ дав обітницю повністю відмовитись від ділових справ та навчати Святого Письма (деякі джерела кваліфікують Лейнберґа як параноїка). У 1854 році він продав свої будинки в Таллінні і повернувся в Ярвамаа, де молився в багатьох місцях. Він став жити в Пайде, хоч ходив по парафіях Амбла (ест. Ambla), Коеру (ест. Koeru), Ярва-Яані і Ярва-Мадіс (ест. Järva-Madis), закликаючи людей покаятися перед неминучим кінцем світу. 

## Мальцветіанський релігійний рух
Суперечки з братськими церквами призвели до арешту Лейнберґа, якого звинуватили 1858 р. в політичній агітації. 1859 року Лейнберґа звільнено, бо встановлено, що його релігійні погляди відповідали Священному Писанню та лютеранським віруванням. Лейнберґові назначено бути під наглядом «плужного старости» (adrakohtunik, за часів кріпацтва — поліцейський на селі) Тріттоффа і пастора Едуарда Аренса вчителем волосної школи в Куусаллу, але і там продовжився його конфлікт з лютеранством. Харизматичний стиль Лейнберґа та конфлікт із владою, яка, як здавалось, не змогла Ленберґа здолати, навернули до його ідей багатьох прихильників. На 1860 р. його учні оформились у мальцветіанську секту. 
У 1860 році у Лейнберґа, вже відомого як пророк Мальцвет, виникла ідея емігрувати на землі, залишені кримськими татарами, які виїхали до Туреччини після Кримської війни. У жовтні того ж року Мійна Рейнінґ (ест. Miina Reining), пророчиця із села Раннамиїза, оголосила, що бог послав пророка Мальцвета, аби відвести його людей до землі обітованої. Заклик поширився дуже швидко. У січні 1861 р. російський імператор дав дозвіл мальцветіанцям на переїзд до Криму, і вже в лютому Лейнберґ та його племінник Ґустав Мальц (ест. Gustav Malts) приїхали на знайомство з Кримом до Перекопу. Сам пророк залишився в Криму, а його племінник повернувся до Естонії за вірними. 
У той же час ще кілька сотень збуджених мальцветіанців зібралися в Ласнамяє (ест. Lasnamäe) поблизу Таллінна, щоби чекати на «Білий корабель», який буцімто доправить їх до Криму. У червні 1861 року їх розігнала поліція. 
У листопаді 1861 року селяни-мальцветіанці також брали участь у заколотах в Албу (ест. Albu) та Агулі (ест. Ahula). 
Навесні 1862 року 700 послідовників Пророка Мальцвета дісталися Криму, але розчарувались через скрутні умови життя на новому місці. У цей час власна віра Югана Лейнберґа також вщухла. Він відійшов від своїх послідовників і знову почав займатися справами. У 1865 році він повернувся до сім’ї в Естонію.

## Пізніше життя
Близько 1867 року Лейнберґ купив будинок у Пайде. Він також тримав хутор, торгував худобою та зерном у Кірні (ест. Kirna). Хоча він вже не представлявся харизматичним пророком, як палкий проповідник Лейнберґ був відомий також пізніше. Останні три роки свого життя Юган Лейнберґ мешкав у парафії Амбла (ест. Ambla) у Прууна (ест. Pruuna). Його поховано на цвинтарі Реопалу (ест. Reopalu kalmistu) в Пайде. 

## Пророк Мальцвет у мистецтві та культурі
Юган Лейнберґ є прототипом історичного роману Едуарда Вільде «Пророк Мальцвет» (1905—1908). На основі роману 1965 р. створено однойменну радіопостановку, а Естонський драматичний театр 1984 р. підготував однойменну виставу. 
Метафора «Чекання на Білий корабель» в естонській культурі описує бігство від травматичної реальності (ескапізм) у світ неймовірного. Після радянської реокупації Естонії 1944 р. цей концепт швидко набув специфічного значення — «Білий корабель» означав кінець радянської влади, неважливо чи внаслідок військової операції країн Заходу, чи через дипломатичний тиск. 